# Man, vrouw, hondje
Man, vrouw, hondje is een Nederlandse roadmovie uit 1999 van Nicole van Kilsdonk en is gebaseerd op een scenario van Olivier Nilsson-Julien. De film heeft als internationale titel Man, Wife, Dog.
De film is uitgebracht als Telefilm in opdracht van de NCRV.

## Verhaal
De zestigers, Louise en Max, ontmoeten elkaar in de supermarkt en kunnen het zo goed met elkaar vinden dat ze besluiten samen het roer helemaal om te gooien. Ze vertrekken naar Zuid-Frankrijk, samen met het hondje van Louise, om daar een luxe leven te gaan leiden. Er is echter een probleem: ze hebben geen geld. Max weet hier de oplossing voor; door regelmatig een toneelstukje op te voeren van een zielig, bejaard echtpaar voor goedgelovige toeristen, komen ze aan genoeg geld om een heerlijk leven te hebben. Alleen blijven deze activiteiten niet onopgemerkt.

## Rolverdeling
| Acteur                    | Personage                    |  |  |
| ------------------------- | ---------------------------- |  |  |
| Ingeborg Elzevier         | Louise                       |  |  |
| Kees Brusse               | Max de Haas                  |  |  |
| Foofer                    | Ratje                        |  |  |
| Anneke Blok               | Anna de Haas                 |  |  |
| Allard van der Scheer     | Albert                       |  |  |
| Nico de Vries             | Hans                         |  |  |
| Finn Poncin               | Wielrenner                   |  |  |
| Job Gosschalk             | Homoseksuele Man             |  |  |
| Joep Onderdelinden        | Homoseksuele Man             |  |  |
| Cees Geel                 | Vrachtwagenchauffeur         |  |  |
| Ricky Koole               | Milly                        |  |  |
| Dennis Rudge              | Leo                          |  |  |
| Dirk Zeelenberg           | Martijn                      |  |  |
| Rob de Ruiter             | Simon                        |  |  |
| Tijn Docter               | Jongen met Frisbee           |  |  |
| Harpert Michielsen        | Jongen met Frisbee           |  |  |
| Aage Hollander            | Jongen met Frisbee           |  |  |
| Remco Kuipers             | Jongen met Frisbee           |  |  |
| Arthur Appelman           | Jongen met Frisbee           |  |  |
| Susan Visser              | Vrouw Vrachtwagenchauffeur   |  |  |
| Denise Desmet             | Dochter Vrachtwagenchauffeur |  |  |
| Ad Knippels               | Voetbalsupporter             |  |  |
| Micha Hulshof             | Kaasverkoper                 |  |  |
| René van Zinnicq Bergmann | Vader Camper                 |  |  |
| Joan Nederlof             | Moeder Camepr                |  |  |
| Marisa van Eyle           | Vrouw met Krant              |  |  |
| Kai Snellink              | Kind                         |  |  |
| Evelien van den Heuvel    | Kind                         |  |  |
| Juul Vrijdag              | Moeder Draaimolen            |  |  |
| Celine Schokking          | Meisje Draaimolen            |  |  |
| Evert van der Meulen      | Rechercheur                  |  |  |
| Mimoun Oaïssa             | Agent                        |  |  |
| Robert de la Haye         | Agent                        |  |  |
| Mogan Mehlem              | Maitre D'Hotel               |  |  |
| George Trompette          | Ober                         |  |  |
| Gerard Carmand            | Motard Parking               |  |  |
| Eric Berenger             | Garagehouder                 |  |  |
| Guillaume Suide           | Receptionist                 |  |  |
| Alain Capergnoy           | Franse Tucker                |  |  |
| Eddy Pallaro              | Ober                         |  |  |
| Bérangère Vantusso        | Receptioniste                |  |  |
| Vanessa Kosnisky          | Rozenverkoopster             |  |  |
| Edmunde Franchi           | Pillar                       |  |  |
| Didier Dabrovski          | Visser                       |  |  |
| Leo Verasneiva            | Visser                       |  |  |
| Laurent Dallias           | Motard Vliegveld             |  |  |
| Barbara Mavro             | Ticketverkoper               |  |  |
| Sophie Hoebrechts         | Agente                       |  |  |
| Daan de Boer              | Voetbalsupporter             |  |  |
| Frank Klein               | Voetbalsupporter             |  |  |
| Dirk Nijland              | Voetbalsupporter             |  |  |
| Wouter Knapper            | Oudere Man met Hondje        |  |  |
| Els Cleyndert             | Oudere Vrouw met Hondje      |  |  |